# 小行星19349
小行星19349（19349 Denjoy）是一颗绕太阳运转的小行星，为主小行星带小行星。该小行星于1997年2月13日发现。

## 轨道参数
小行星19349的轨道半长轴为2.7909351 UA，离心率为0.033。